# 22467 Koharumi
22467 Koharumi este un asteroid din centura principală de asteroizi.

## Descriere
22467 Koharumi este un asteroid din centura principală de asteroizi. A fost descoperit pe 30 ianuarie 1997 la Ōizumi de Takao Kobayashi. Asteroidul prezintă o orbită caracterizată de o semiaxă mare de 2,37 ua, o excentricitate de 0,05 și o înclinație de 6,5° în raport cu ecliptica.